# Edvard Kardelj
Edvard Kardelj (Ljubljana, 27. siječnja 1910. – Ljubljana, 10. veljače 1979.), slovenski i jugoslavenski komunistički političar i publicist.

## Životopis
Rođen je u radničkoj obitelji. Otac mu je bio krojački radnik i član Socijaldemokratske stranke, a majka radnica u tvornici duhana.
Nakon završetka građanske škole upisao je učiteljsku školu, koju je završio 1929. godine.
Član SKOJ-a postaje 1926., a dvije godine kasnije i član KPJ.
U učiteljskoj službi nije radio, jer je poslije mature hvatan zbog komunističkog djelovanja. 1930. od strane Suda za zaštitu države osuđen je na dvije godine zatvora koje je i odslužio u Zabeli kod Požarevca. U radničkom se pokretu rano aktivirao. Radio je ilegalno kao protivnik Šestosiječanjske diktature. Zbog političkog rada i kao publicist je hvatan i progonjen. Godine 1934. otišao je ilegalnim putevima u inozemstvo. Sve do Drugog svjetskog rata bavio se publicistikom. Između ostalog je objavio političko - povijesni rad "Razvitak slovenskog nacionalnog pitanja", koji je izašao 1939. godine pod pseudonimom Sperans, ali ga je cenzura zaplijenila zbog antifašističkih tendecija.
Godine 1941. zajedno s istomišljenicima osnovao je Oslobodilački front u Sloveniji i postao potpredsjednik Izvršnog odbora tog udruženja. U rujnu iste godine ilegalno je došao u Beograd. Sudjelovao je na skupovima u Stolicama, kod Krupnja i tada postao član Narodnooslobodilačkih partizanskih odreda Jugoslavije.
Na Drugom zasjedanju AVNOJ-a u Jajcu izabran je za člana Predsjedništva te organizacije i imenovan za potpredsjednika Nacionalnog komiteta oslobođenja Jugoslavije.
Edvard Kardelj je jedan od tvoraca povijesnih odluka donesenih na zasjedanju AVNOJ-a u Jajcu. Otada neprekidno rukovodi radom u izgradnji zakonodavstva nove Jugoslavije, na njenom organiziranju i afirmiranju.
Poslije rata vršio je najvažnije funkcije u državi.
Od 7. ožujka 1945. potpredsjednik je Savezne vlade, a zatim i ministar vanjskih poslova. Poslije ustavne reforme 1963. godine postao je potpredsjednik Saveznog izvršnog vijeća.
Bio je šef jugoslavenske delegacije na Konferenciji mira u Parizu (1946.), šef delegacije FNRJ na zasjedanju OUN 1947., bio je na zasjedanju Saveza ministara vanjskih poslova u Moskvi 1947. i 1948. godine, bio je šef delegacije FNRJ na Trećem zasjedanju OUN u Parizu 1949., na četvrtom i petom zasjedanju iste organizacije u New Yorku 1950. godine.
Vršio je ulogu tajnika Izvršnog komiteta Saveza komunista Jugoslavije, generalnog tajnika SSRNJ i člana CK SKJ Slovenije. Već 1949. Kardelj je izabran za počasnog člana Slovenske ANU, a poslije je postao član Srpske, Bosansko - hercegovačke i Makedonske akademije znanosti i umjetnosti, te počasni doktor Ljubljanskog sveučilišta.
Godine 1955. radio je na izradi takozvane Beogradske deklaracije u sređivanje jugoslavensko - sovjetskih odnosa nakon Staljinove smrti.
Godine 1963., po usvajanju novog Ustava SFRJ, izabran je za predsjednika Savezne skupštine. Tu je funkciju obavljao do 1967. godine.
Za redovnog profesora Ekonomskog fakulteta u Ljubljani izabran je 1974. godine. Na Desetom kongresu SKJ iste godine Kardelj je izabran za člana Predsjedništva CK SKJ, a zatim i člana Predsjedništva SFRJ.
Teško se razbolio krajem 1978. godine. Odlazi u Klinički centar u Ljubljani, gdje i umire 10. veljače 1979.
Edvard Kardelj je bio poznat po svom partizanskom pseudonimu Bevc. Jedan je od tvoraca zloglasnog logora Goli otok koji je služio za izolaciju Staljinovih pristalica.[nedostaje izvor] Osim toga, snosi odgovornost za masovnu likvidaciju ratnih zarobljenika i inih u Kočevskom rogu sredinom svibnja 1945.[nedostaje izvor]
Dugo vremena je smatran za drugog čovjeka Jugoslavije i nasljednika maršala Tita.[nedostaje izvor]
Imao je čin general - potpukovnika JNA u pričuvi.

## Odlikovanja
- Orden narodnog heroja
- Orden partizanske zvijezde
- Orden narodnog oslobođenja
- Orden bratstva i jedinstva
- Orden za hrabrost

## Najznačajnije publikacije i knjige
- Razvoj slovenskega narodnega vprašanja ; Ljubljana, 1936.
- Put nove Jugoslavije ; Beograd, 1960.
- O osnovama društvenog i političkog uređenja ; Zagreb, 1970.
- Problemi naše socijalističke izgradnje ; Beograd, 1972.

## Zanimljivosti
- Kardeljev pseudonim je Sperans, a partizanska imena Krištof i Bevc.
- Hrvatski je grad Ploče od 1950. do 1954. te od 1980. do 1990. zvan Kardeljevo.